# Goryomi
Goryomi (en georgiano: ღორჯომი) es un pueblo de Georgia ubicado en el este de la República Autónoma de Ayaria, siendo parte del municipio de Julo.

## Historia
Goryomi alberga una mezquita construida en 1902, que se cerró en 1938 bajo el gobierno soviético. La mezquita se reconstruyó a fines de la década de 1980.

## Demografía
La evolución demográfica de Goryomi entre 2002 y 2014 fue la siguiente:
| 230                                             | 95 |
| (Fuente: Population of Georgia in Soviet times) |    |

Según el último censo del año 2014, el pueblo tenía una población de 95 habitantes, con un 100% de georgianos.